# Powiat de Gryfice
Le powiat de Gryfice (en polonais : powiat gryficki) est un powiat appartenant à la voïvodie de Poméranie occidentale dans le nord-ouest de la Pologne.

## Division administrative

Carte du powiat

Le powiat de Gryfice comprend 6 communes :
- 3 communes urbaines-rurales : Gryfice, Płoty et Trzebiatów ;
- 3 communes rurales : Brojce, Karnice et Rewal.

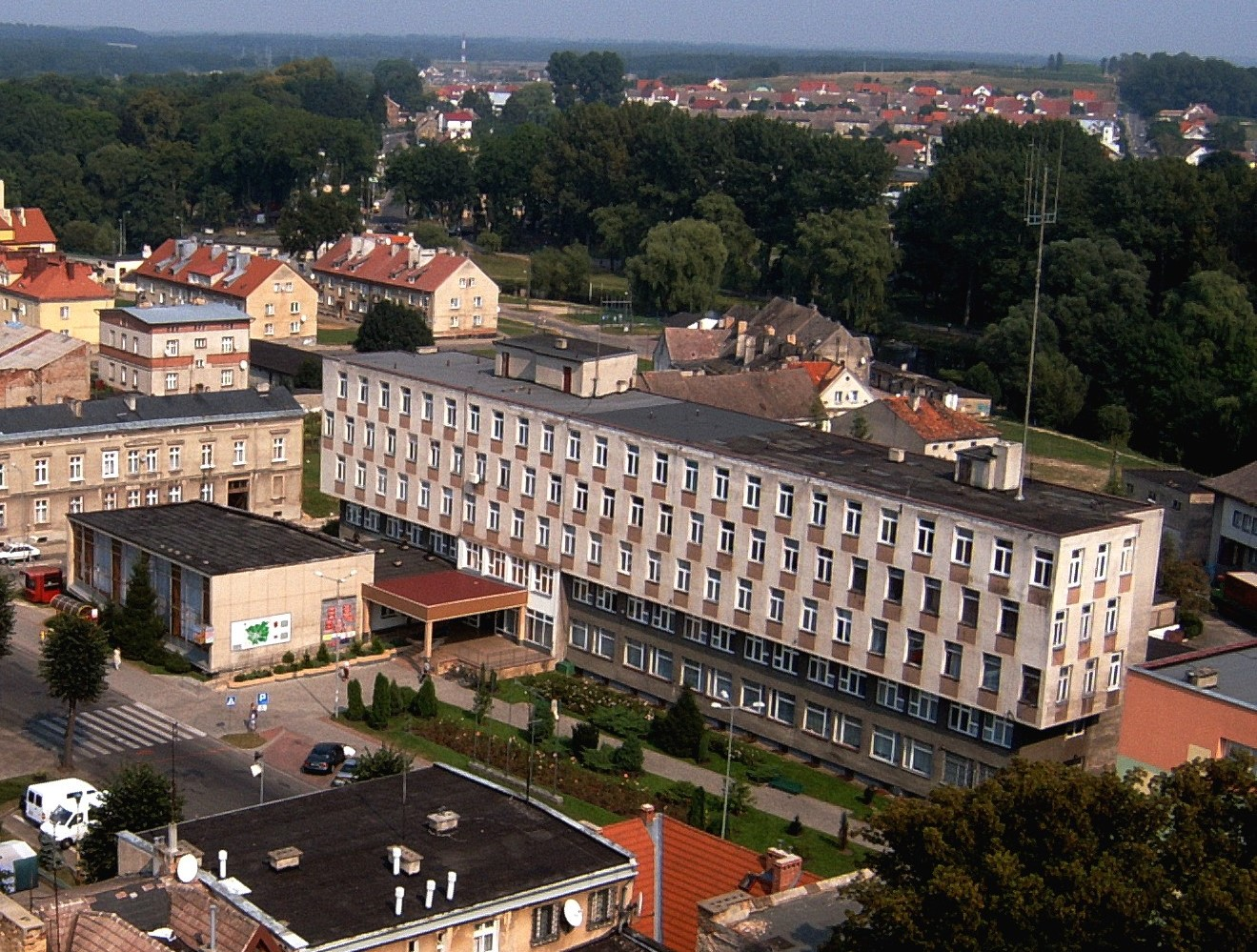
Siège du powiat.